# 599
599 (DXCIX na numeração romana) foi o último ano comum do século VI, do Calendário Juliano, da Era de Cristo, teve início e fim em uma quinta-feira, com a letra dominical D.
| ano completo                        |
| ----------------------------------- |
| Ano comum com início à quinta-feira |

## Eventos
- Concílio de Barcelona